# Мијо
Мијо (фр. Millaun) град је у Француској у региону Миди Пирене, у департману Аверон.
По подацима из 2010. године број становника у месту је био 21.887.
Поред града пролази вијадукт Мијо, преко кога иде аутопут А75. Овај вијадукт се налази изнад долине реке Тарн и највиши је друмски висећи мост на свету.

## Географија

### Клима
| Клима (Мијо)                | Клима (Мијо) | Клима (Мијо) | Клима (Мијо) | Клима (Мијо) | Клима (Мијо) | Клима (Мијо) | Клима (Мијо) | Клима (Мијо) | Клима (Мијо) | Клима (Мијо) | Клима (Мијо) | Клима (Мијо) | Клима (Мијо) |
| Показатељ \ Месец           | .Јан.        | .Феб.        | .Мар.        | .Апр.        | .Мај.        | .Јун.        | .Јул.        | .Авг.        | .Сеп.        | .Окт.        | .Нов.        | .Дец.        | .Год.        |
| --------------------------- | ------------ | ------------ | ------------ | ------------ | ------------ | ------------ | ------------ | ------------ | ------------ | ------------ | ------------ | ------------ | ------------ |
| Апсолутни максимум, °C (°F) | 17,6 (63,7)  | 21,8 (71,2)  | 23,9 (75)    | 27 (81)      | 29,2 (84,6)  | 35,1 (95,2)  | 37,5 (99,5)  | 38 (100)     | 34,1 (93,4)  | 28,9 (84)    | 23,9 (75)    | 19,1 (66,4)  | 38 (100)     |
| Средњи максимум, °C (°F)    | 6,1 (43)     | 7,3 (45,1)   | 10,8 (51,4)  | 13,5 (56,3)  | 17,7 (63,9)  | 21,9 (71,4)  | 25,5 (77,9)  | 25,1 (77,2)  | 20,7 (69,3)  | 15,5 (59,9)  | 9,7 (49,5)   | 6,9 (44,4)   | 15,1 (59,2)  |
| Просек, °C (°F)             | 3,1 (37,6)   | 3,9 (39)     | 6,7 (44,1)   | 9,1 (48,4)   | 13,1 (55,6)  | 16,9 (62,4)  | 19,9 (67,8)  | 19,6 (67,3)  | 15,9 (60,6)  | 11,9 (53,4)  | 6,6 (43,9)   | 4 (39)       | 10,9 (51,6)  |
| Средњи минимум, °C (°F)     | 0,2 (32,4)   | 0,4 (32,7)   | 2,6 (36,7)   | 4,7 (40,5)   | 8,6 (47,5)   | 11,9 (53,4)  | 14,3 (57,7)  | 14,1 (57,4)  | 11,1 (52)    | 8,3 (46,9)   | 3,6 (38,5)   | 1,1 (34)     | 6,8 (44,2)   |
| Апсолутни минимум, °C (°F)  | −17,5 (0,5)  | −15 (5)      | −12,9 (8,8)  | −5,5 (22,1)  | −1,3 (29,7)  | 3 (37)       | 6,3 (43,3)   | 4,9 (40,8)   | 1,6 (34,9)   | −4,1 (24,6)  | −8,1 (17,4)  | −13 (9)      | −17,5 (0,5)  |
| Количина падавина, mm (in)  | 55 (21,7)    | 47 (18,5)    | 43 (16,9)    | 70 (27,6)    | 73 (28,7)    | 61 (24)      | 40 (15,7)    | 55 (21,7)    | 78 (30,7)    | 80 (31,5)    | 69 (27,2)    | 62 (24,4)    | 733 (288,6)  |
| [ тражи се извор ]          |              |              |              |              |              |              |              |              |              |              |              |              |              |

## Демографија
| 1962.  | 1968.  | 1975.  | 1982.  | 1990.  | 2011.  |
| ------ | ------ | ------ | ------ | ------ | ------ |
| 21 229 | 22 595 | 21 907 | 21 695 | 21 788 | 21.626 |

## Партнерски градови
- Мостар
- Louga
- Бад Залцуфлен
- Bridlington
- Сагунто
- Mealhada